# Ґустав Вілльгаус
Ґустав Вілльгаус (нім. Gustaw Willhaus; 2 вересня 1910 Форбах, Німецька імперія — 29 березня 1945) — німецький націонал-соціаліст, оберштурмфюрер, комендант Янівського табору у Львові.

## Біографія
Народився 2 вересня 1910 року у Форбаху в Лотарингії у родині шинкаря. Закінчив зброярське училище, виготовляв вогнепальну зброю.
З 1924 по 1928 році у штурмових загонах нацистської партії в Саарбрюкені. 10 червня 1932 року вступив до Націонал-соціалістичної партії Німеччини. 9 липня 1932 року переведений в охороні загони СС, тривалий час перебував на лікуванні після вуличної бійки. У 1935 році працює видавцем нацистської газети «Вестмарк» в Саарбрюккен. З листопада 1941 року унтерштурмфюрер у головному управлінні та господарському відділі СС. З березня 1942 року переведений до відділу господарського управління СС у Львові. З липня 1942 року по червень 1943 року комендант Янівського табору. Відзначився винятковою жорстокістю у ставленні до ув'язаних. За показанням свідків Ґустав Вілльгаус мешкав на у будинку на території табору. З цього будинку стріляв по ув'язнених, які, на його думку, повільно рухались чи дозволяли собі відпочинок.
17 березня 1943 року у помсту за вбивство німця, яке вчинив єврей застрелив, 30 осіб. Інших 170 вбито за його наказом. Покровитель Ґустава Вілльгауса керівник СС та поліції дистрикту «Галичина» Фріц Катцман, який покривав його вчинки. Після ліквідації табору Ґустав Вілльгаус переведений на службу у хорватську добровольчу дивізію.
У листопаді 1944 року отримав звання оберштурмфюрера. Загинув у бою при Штайнфішбаху 29 березня 1945 року.